# Sebastien Ibeagha
Sebastien Uchechukwu Ibeagha (Warri, 21 gennaio 1992) è un calciatore nigeriano naturalizzato statunitense, difensore del FC Dallas.

## Caratteristiche tecniche
È un difensore centrale.

## Carriera
Il 5 dicembre 2022 viene annunciato l'ingaggio da parte dell'FC Dallas.

## Palmarès

### Competizioni nazionali
- MLS Supporters' Shield: 1

Los Angeles FC: 2022
- Campionato MLS: 1

Los Angeles FC: 2022